# K5리그
K5리그(K5 League)는 대한민국의 전국단위 단위의 아마추어 최상위 축구 대회이자 대한민국 축구 리그 시스템 중 5부 리그이다. 2019년 시즌에는 11개 지역으로 구분하여 67개 선수단이 참가한다. 각 지역별 리그의 하위 1개 팀이 강등하고 각 지역별 리그 상위 1개 팀은 왕중왕전에 진출하게 된다.

## 역사
2015년 12월 대한축구협회는 새로운 아마추어리그를 출범한다고 밝혔다.
2019년 디비전5리그로 창립할 계획이었으나 KFA는 통일성 및 연계성을 추구하고자, 2019년에 기존 디비전6리그와 디비전7리그가 각각 K6리그, K7리그로 개칭하여, 이에 맞추어 디비전5리그도 K5리그로 개칭하였다.
최종적으로 2019년에 K5리그가 전국 11개 지역 67개의 팀으로 발족하였다.
2023시즌부터는 K5리그도 현재의 권역별 리그에서 전국 단위의 단일 리그로 전환할 예정이다.

## 리그 구성
K5리그는 총 11개의 권역별 리그로 구성되어 있으며, 서울, 경기, 인천, 강원, 대전/충남/세종, 충북, 전북, 광주/전남, 경남/부산, 울산, 경북 권역으로 각각 구성되어 있으며, 각 권역별 리그의 최하위 팀은 K6리그로 강등이 된다. 각 권역별 리그의 최상위 팀은 FA컵 출전권을 부여받으며 동시에 K5 챔피언십으로 진출하게 되고, 11개 팀이 4개의 조로 나뉘어 각 조의 최상위 팀은 토너먼트로 진출하여 우승팀을 정한다. 우승팀에게는 아시아 3~5부 리그 팀과의 교류전 출전권이 부여된다.

## 권역별 리그
| 권역           | 리그                  | 최다 우승팀                                                | 디펜딩 챔피언 (2021시즌) |
| -------------- | --------------------- | ---------------------------------------------------------- | ------------------------ |
| 강원특별자치도 | K5리그 강원           | 하늘 FC (2) 원주 파란 FC (1)                               | 원주 파란 FC             |
| 경기도         | K5리그 경기           | 덕계축구회 (1) 마장축구회 (1) 수원 시티 FC (1)             | 수원 시티 FC             |
| 경남/부산      | K5리그 경남 부산      | 재믹스 FC (3)                                              | 재믹스 FC                |
| 경북/대구      | K5리그 경북 대구      | 가람 FC (1) 대구 청솔 FC (2)                               | 대구 청솔 FC             |
| 서울특별시     | K5리그 서울           | 벽산 플레이어스 (1) FC 투게더 (1) 서울 TNT 핏투게더 FC (1) | 서울 TNT 핏투게더 FC     |
| 울산           | K5리그 울산           | 동울산 FC (1) 523 FC (2)                                   | 523 FC                   |
| 인천광역시     | K5리그 인천           | 송월 FC (2) 인천 서곶 SM FC (1)                            | 인천 서곶 SM FC          |
| 전남/광주      | K5리그 전남 광주      | 효창 FC (2) 화정 FC (1)                                    | 효창 FC                  |
| 전라북도       | K5리그 전북           | 전주 파랑새 FC (1) 피닉스 FC (2) 전주OFC (1)               | 피닉스 FC                |
| 충남/대전/세종 | K5리그 충남 대전 세종 | 위너스타 FC (1) 독수리 FC (1) 대전 서부 FC (1)             | 대전 서부 FC             |
| 충청북도       | K5리그 충북           | SMC 엔지니어링 FC (3)                                      | SMC 엔지니어링 FC        |

## K5리그 챔피언십
K5리그의 11개 권역별 우승팀 11개 팀은 K5리그 챔피언십을 통해 K5리그 최종 우승팀을 겨룬다.
| 구단 | 우승                    | 준우승         |
| ---- | ----------------------- | -------------- |
| 2019 | SMC 엔지니어링 FC       | 재믹스 FC      |
| 2020 | SMC 엔지니어링 FC       | 재믹스 FC      |
| 2021 | 수원 시티 FC            | 재믹스 FC      |
| 2022 | 김해 재믹스 FC          | 목포 갓당대 FC |
| 2023 | 서울 벽산 플레이어스 FC | 대전 서부 FC   |

## 기록
| 기록                       | 구단                                                                                    | 비고  |
| -------------------------- | --------------------------------------------------------------------------------------- | ----- |
| 권역별 리그 최다 연속 우승 | 하늘 FC(2019-2020) 재믹스 FC(2019-2020) 송월 FC(2019-2020) SMC 엔지니어링 FC(2019-2020) | 2연패 |
| 권역별 리그 최다 전승 우승 | 하늘 FC(2019-2020) 재믹스 FC(2019-2020)                                                 | 2회   |
| 챔피언십 최다 연속 우승    | SMC 엔지니어링 FC(2019-2020)                                                            | 2연속 |
| 챔피언십 전승 우승         | 없음                                                                                    |       |

## 같이 보기
| 대한민국 축구 리그 시스템 - 1부 K리그1 - 2부 K리그2 - 3부 K3리그 - 4부 K4리그 - 5부 K5리그 - 6부 K6리그 - 7부 K7리그 | 대한축구협회 주관 리그전 - 전국 K3리그 (어드밴스 ･ 베이직) - 지역 K5리그 ･ K6리그 ･ K7리그 주요 컵 대회 - 전국선수권 대한민국 FA컵 | 디비전5리그 관련 항목 - 전국체육대회 |